# 叠溪站
叠溪站位于中华人民共和国四川省阿坝藏族羌族自治州茂县叠溪镇，是川青铁路上的一座车站，为越行站，2023年11月28日随川青铁路青镇段开通而投入使用。